# Смоленскаја
Смоленскаја (рус. Смоленская) насељено је место полуурбаног типа са званичним статусом станице на југозападу европског дела Руске Федерације. Налази се у југозападном делу Краснодарске покрајине и административно припада њеном Северском рејону.
Према подацима националне статистичке службе РФ за 2010, у селу је живело 7.591 становника.

## Географија
Станица Смоленскаја се налази у југозападном делу Краснодарског краја, на месту где алувијална Закубањске равнице постепено прелази у северну подгорину Великог Кавказа, на надморској висини центра од око 44 метра. Кроз насеље протиче река Афипс, лева притока Кубања.
Насеље се налази на око 27 км југозападно од покрајинске престонице Краснодара, односно на неких 32 км југоисточно од рејонског центра, станице Северскаје.

## Историја
Насеље су 1864. основали припадници азовског козачког корпуса и првобитно су му дали име Афипскаја. Старо име насеља се задржало доста кратко и већ 1867. станица добија садашњи назив у част Смоленског пука империјалне војске који је деловао на том подручју.

## Демографија
Према подацима са пописа становништва 2010. у насељу је живело 7.591 становника.
| 1897. | 2002. | 2010. |
| ----- | ----- | ----- |
| 3.204 | 8.026 | 7.591 |